# Muse Bihi Abdi
Muse Bihi Abdi (somaliska: Muuse Biixi Cabdi, arabiska: موسى بيهي عبدي), född 1948 på landsbygden i Hargeisa i Brittiska Somaliland,  är president i Somaliland. Han var överste i flygvapnet när han 1985 gick över till rebellgruppen SNM som stred för självständighet från Somalia. Efter att den somaliska militärregimen kollapsade 1991 blev han inrikesminister i Somaliland. 2002 blev han del av partistyrelsen för det regerande partiet Kulmiye, där han 2008 blev vice ordförande och 2015 ordförande. 2017 valdes han till president.